# Нельсон (Британська Колумбія)
Нельсон (англ. Nelson) — місто в Канаді, у провінції Британська Колумбія, у складі регіонального округу Сентрал-Кутеней.

## Населення
За даними перепису 2016 року, місто нараховувало 10572 особи, показавши зростання на 3,3%, порівняно з 2011-м роком. Середня густина населення становила 884,3 осіб/км².
З офіційних мов обидвома одночасно володіли 1 270 жителів, тільки англійською — 9 110, тільки французькою — 5, а 25 — жодною з них. Усього 845 осіб вважали рідною мовою не одну з офіційних, з них. 20 — українську.
Працездатне населення становило 66,5% усього населення, рівень безробіття — 8,8% (8,3% серед чоловіків та 9,4% серед жінок). 78,1% осіб були найманими працівниками, а 20,2% — самозайнятими.
Середній дохід на особу становив $39 879 (медіана $31 424), при цьому для чоловіків — $45 733, а для жінок $34 675 (медіани — $37 035 та $27 642 відповідно).
26,7% мешканців мали закінчену шкільну освіту, не мали закінченої шкільної освіти — 12,1%, 61,2% мали післяшкільну освіту, з яких 46,5% мали диплом бакалавра, або вищий, 80 осіб мали вчений ступінь.
| Статево-вікова структура населення | Статево-вікова структура населення | Статево-вікова структура населення | Статево-вікова структура населення | Статево-вікова структура населення |
| ---------------------------------- | ---------------------------------- | ---------------------------------- | ---------------------------------- | ---------------------------------- |
|                                    |                                    |                                    |                                    |                                    |
| Всього                             | Всього                             | 47,7%52,3%                         |                                    |                                    |
| 0 — 14 років                       | 0 — 14 років                       |                                    | 15,1%                              | 15,1%                              |
| 15 — 64 років                      | 15 — 64 років                      |                                    | 66,2%                              | 66,2%                              |
| 65 і більше                        | 65 і більше                        |                                    | 18,7%                              | 18,7%                              |
| 85 і більше                        | 85 і більше                        |                                    | 3,5%                               | 3,5%                               |
| Середній вік (років)               | Середній вік (років)               | 41,143,8                           | 42,5                               | 42,5                               |
| Медіана (років)                    | Медіана (років)                    | 40,943,7                           | 42,3                               | 42,3                               |
| — чоловіки — жінки                 |                                    |                                    |                                    |                                    |

| Походження мешканців:     | Походження мешканців:     | Походження мешканців: | Походження мешканців: | Походження мешканців: |
| ------------------------- | ------------------------- | --------------------- | --------------------- | --------------------- |
| Походження                |                           |                       | осіб                  | %                     |
| Корінні американці        | Корінні американці        |                       | 710                   | 6.92%                 |
| Інше північноамериканське | Інше північноамериканське |                       | 2 595                 | 25.3%                 |
| Європейське               | Європейське               |                       | 8 990                 | 87.66%                |
| британське                | британське                |                       | 6 560                 | 63.97%                |
| французьке                | французьке                |                       | 1 640                 | 15.99%                |
| українське                | українське                |                       | 695                   | 6.78%                 |
| Латинськоамериканське     | Латинськоамериканське     |                       | 125                   | 1.22%                 |
| Карибське                 | Карибське                 |                       | 45                    | 0.44%                 |
| Африканське               | Африканське               |                       | 105                   | 1.02%                 |
| Азійське                  | Азійське                  |                       | 495                   | 4.83%                 |
| Океанійське               | Океанійське               |                       | 130                   | 1.27%                 |

| Зайнятість населення за галузями (за класифікацією NOC): | Зайнятість населення за галузями (за класифікацією NOC): | Зайнятість населення за галузями (за класифікацією NOC): | Зайнятість населення за галузями (за класифікацією NOC): | Зайнятість населення за галузями (за класифікацією NOC): |
| -------------------------------------------------------- | -------------------------------------------------------- | -------------------------------------------------------- | -------------------------------------------------------- | -------------------------------------------------------- |
|                                                          |                                                          |                                                          |                                                          |                                                          |
| Управління                                               | Управління                                               |                                                          | 10,1%                                                    | 10,1%                                                    |
| Бізнес, фінанси та адміністрування                       | Бізнес, фінанси та адміністрування                       |                                                          | 11,2%                                                    | 11,2%                                                    |
| Природничі та прикладні науки                            | Природничі та прикладні науки                            |                                                          | 8,4%                                                     | 8,4%                                                     |
| Охорона здоров'я                                         | Охорона здоров'я                                         |                                                          | 9,2%                                                     | 9,2%                                                     |
| Освіта, правозахист, муніципальні та урядові служби      | Освіта, правозахист, муніципальні та урядові служби      |                                                          | 14,5%                                                    | 14,5%                                                    |
| Мистецтво, культура, відпочинок та спорт                 | Мистецтво, культура, відпочинок та спорт                 |                                                          | 5,9%                                                     | 5,9%                                                     |
| Роздрібна торгівля та послуги                            | Роздрібна торгівля та послуги                            |                                                          | 24,6%                                                    | 24,6%                                                    |
| Гуртова торгівля, транспорт та обладнання                | Гуртова торгівля, транспорт та обладнання                |                                                          | 11,4%                                                    | 11,4%                                                    |
| Природні ресурси, сільське господарство                  | Природні ресурси, сільське господарство                  |                                                          | 3,1%                                                     | 3,1%                                                     |
| Виробництво                                              | Виробництво                                              |                                                          | 1,6%                                                     | 1,6%                                                     |

## Клімат
Середня річна температура становить 5,7°C, середня максимальна – 19,7°C, а середня мінімальна – -10,7°C. Середня річна кількість опадів – 962 мм.
| Клімат поселення                              | Клімат поселення | Клімат поселення | Клімат поселення | Клімат поселення | Клімат поселення | Клімат поселення | Клімат поселення | Клімат поселення | Клімат поселення | Клімат поселення | Клімат поселення | Клімат поселення | Клімат поселення |
| Показник                                      | Січ.             | Лют.             | Бер.             | Квіт.            | Трав.            | Черв.            | Лип.             | Серп.            | Вер.             | Жовт.            | Лист.            | Груд.            |                  |
| Середній максимум, °C                         | 1,58             | 4,01             | 7,34             | 11,46            | 15,82            | 19,54            | 19,66            | 19,65            | 14,63            | 9,05             | 2,93             | −0,74            |                  |
| Середня температура, °C                       | −4,57            | −2,14            | 1,17             | 5,30             | 9,66             | 13,39            | 16,48            | 16,47            | 11,45            | 5,89             | −0,26            | −3,91            |                  |
| Середній мінімум, °C                          | −10,72           | −8,28            | −4,99            | −0,84            | 3,51             | 7,24             | 13,29            | 13,29            | 8,26             | 2,69             | −3,44            | −7,09            |                  |
| Норма опадів, мм                              | 118              | 71               | 79               | 69               | 75               | 81               | 53               | 50               | 50               | 72               | 122              | 122              |                  |
| Середньомісячна швидкість вітру, м/с          | 2.42             | 2.27             | 2.50             | 2.66             | 2.56             | 2.52             | 2.41             | 2.33             | 2.22             | 2.31             | 2.42             | 2.34             |                  |
| Середньомісячна сонячна радіація, кДж/м²·день | 3638             | 7210             | 11753            | 16537            | 20239            | 21879            | 23588            | 20334            | 14406            | 8481             | 3988             | 2835             |                  |
| --------------------------------------------- | ---------------- | ---------------- | ---------------- | ---------------- | ---------------- | ---------------- | ---------------- | ---------------- | ---------------- | ---------------- | ---------------- | ---------------- | ---------------- |
| Джерело:                                      |                  |                  |                  |                  |                  |                  |                  |                  |                  |                  |                  |                  |                  |